# Odontopera aemula
Odontopera aemula là một loài bướm đêm trong họ Geometridae.